# Верховна Рада України VI скликання
Верховна Рада України 6-го скликання — обрана на позачергових виборах 30 вересня 2007 року.

## Склад
Сформована за результатами позачергових виборів до Верховної Ради 30 вересня 2007 року.
|         | Партія                                    | Лідер                        | % голосів | Депутати |
| ------- | ----------------------------------------- | ---------------------------- | --------- | -------- |
|         | Партія регіонів                           | Янукович Віктор Федорович    | 34,37     | 175      |
|         | Блок Юлії Тимошенко                       | Тимошенко Юлія Володимирівна | 30,71     | 156      |
|         | Блок «Наша Україна — Народна самооборона» | Луценко Юрій Віталійович     | 14,15     | 72       |
|         | Комуністична партія України               | Симоненко Петро Миколайович  | 5,39      | 27       |
|         | Блок Литвина                              | Литвин Володимир Михайлович  | 3,96      | 20       |
| Загалом | Загалом                                   | Загалом                      | Загалом   | 450      |

Разом ці політичні сили набрали близько 88,58% голосів. Усі інші політичні партії та блоки не набрали прохідного відсотку голосів у 3%. Відсоток виборців, що проголосував «проти всіх» — 2,73%.
Під час роботи Верховної Ради було сформовано декілька коаліцій:
1. БЮТ, НУНС (2008 р.)
2. БЮТ, НУНС, Блок Литвина (2009 р.)
3. КПУ, ПР, Блок Литвина (2010 р.)

У 2010 р., після обрання президентом України Віктора Януковича:
- Партія регіонів, Комуністична партія й Блок Литвина сформували парламентську більшість.
- Блок Юлії Тимошенко й Наша Україна — Народна самооборона перебували в опозиції.

## Керівництво
| Посада        | Особа                              | Час на посаді                     | Партія                             |
| ------------- | ---------------------------------- | --------------------------------- | ---------------------------------- |
| Голова        | Яценюк Арсеній Петрович            | 4 грудня 2007 — 12 листопада 2008 | Наша Україна — Народна самооборона |
| Голова        | Литвин Володимир Михайлович        | 9 грудня 2008 — 12 грудня 2012    | Блок Литвина                       |
| 1-й Заступник | Лавринович Олександр Володимирович | 2 вересня 2008 — 11 березня 2010  | Партія регіонів                    |
| 1-й Заступник | Мартинюк Адам Іванович             | 11 травня 2010 — 12 грудня 2012   | Комуністична партія України        |
| Заступник     | Томенко Микола Володимирович       | 2 вересня 2008 — 12 грудня 2012   | Блок Юлії Тимошенко                |

## Робота
11 березня 2010 року у парламенті було проголошено про утворення нової коаліції під назвою «Стабільність і реформи», до якої увійшли 235 депутатів: 219 депутатів з фракцій Партії регіонів, Комуністичної партії України та «Блоку Литвина», та 16 інших депутатів. У той же день нова коаліція проголосувала за призначення Миколи Азарова премʼєр-міністром і затвердила новий склад уряду.
4 жовтня 2010 року лідери парламентських фракцій Партії регіонів, Комуністичної партії України та «Блоку Литвина» підписали Угоду про сформування парламентської більшості «Стабільність і реформи». Наступного дня Голова Верховної Ради Володимир Литвин оголосив, що до більшості увійшли 227 народних депутатів.

### Закони
- 1 червня 2010: Закон України «Про захист персональних даних»
- 7 липня 2010: Закон України «Про судоустрій і статус суддів»

- 13 квітня 2012: Кримінальний процесуальний кодекс України
- 3 липня 2012: Закон України «Про засади державної мовної політики» (втратив чинність у 2018 році)

### Ратифікація угод
- 27 квітня 2010: Харківська угода Януковича — Медведєва; ратифікована 236 депутатами (160 депутатів від Партії регіонів, 27 депутатів від Комуністичної партії України, 20 депутатів від фракції Блоку Литвина, 13 позафракційних депутатів, 9 депутатів від фракції блоку Юлії Тимошенко, 7 депутатів від фракції «Наша Україна — Народна самооборона»)

### Політична корупція і криза парламентаризму
Проявами політичної корупції та кризи парламентаризму у Верховній Раді України VI скликання стали «тушкування» і «кнопкодавство».
Громадський рух «Чесно» на форумі «Чесна розмова з майбутнім парламентом» оприлюднив результати моніторингу депутатів VI скликання на відповідність критеріям доброчесності. 419 народних депутатів VI скликання були помічені у кнопкодавстві.

## Комітети
| N   | Комітет                                                                                              | очолює | БЮТ | НУНС | Литвин | ПР | КПУ |
| --- | --- | ------ | --- | ---- | ------ | -- | --- |
| 1.  | з питань аграрної політики та земельних відносин                                                     |        | 7   | 2    | 2      | 11 | 1   |
| 2.  | з питань боротьби з організованою злочинністю і корупцією                                            |        | 9   | 3    | -      | 11 | 1   |
| 3.  | з питань будівництва, містобудування і житлово комунального господарства                             |        | 6   | 2    | 2      | 6  | 1   |
| 4.  | з питань бюджету                                                                                     |        | 11  | 7    | 2      | 15 | 1   |
| 5.  | з питань державного будівництва, регіональної політики та місцевого самоврядування                   |        | 5   | 4    | 1      | 2  | 1   |
| 6.  | з питань екологічної політики, природокористування та ліквідації наслідків Чорнобильської катастрофи |        | 9   | 3    | 2      | 5  |     |
| 7.  | з питань економічної політики                                                                        |        | 6   | 3    | 1      | 10 | 1   |
| 8.  | з питань європейської інтеграції                                                                     |        | 4   | 3    | 1      | 1  | 1   |
| 9.  | з питань законодавчого забезпечення правоохоронної діяльності                                        |        | 5   | 3    | -      | 8  | 1   |
| 10. | з питань культури і духовності                                                                       |        | 5   | 3    | -      | 1  | 1   |
| 11. | з питань науки і освіти                                                                              |        | 3   | 3    | 1      | 2  | 1   |
| 12. | з питань національної безпеки і оборони                                                              |        | 8   | 2    | 1      | 5  | 1   |
| 13. | з питань охорони здоров'я                                                                            |        | 2   | 2    | -      | 3  | 1   |
| 14. | з питань паливно-енергетичного комплексу, ядерної політики та ядерної безпеки                        |        | 7   | 4    | 1      | 10 | 1   |
| 15. | у справах пенсіонерів, ветеранів та інвалідів                                                        |        | 3   | 1    | 1      | 1  | 2   |
| 16. | з питань прав людини, національних меншин і міжнаціональних відносин                                 |        | 3   | 2    | 1      | 3  | 1   |
| 17. | з питань правової політики                                                                           |        | 3   | 3    | 1      | 7  | 1   |
| 18. | з питань правосуддя                                                                                  |        | 10  | 2    | 1      | 10 | 1   |
| 19. | з питань промислової і регуляторної політики та підприємництва                                       |        | 4   | 2    | -      | 6  | 1   |
| 20. | з питань Регламенту, депутатської етики та забезпечення діяльності Верховної Ради України            |        | 9   | 2    | 1      | 9  | 1   |
| 21. | з питань свободи слова та інформації                                                                 |        | 5   | 2    | -      | 4  | 1   |
| 22. | з питань сім'ї, молодіжної політики, спорту та туризму                                               |        | 5   | 1    | -      | 5  | 1   |
| 23. | з питань соціальної політики та праці                                                                |        | 4   | 2    | -      | 4  | 1   |
| 24. | з питань транспорту і зв'язку                                                                        |        | 10  | 3    | -      | 12 | 1   |
| 25. | з питань фінансів і банківської діяльності                                                           |        | 4   | 3    | 1      | 11 | 1   |
| 26. | комісія Верховної Ради України з питань приватизації                                                 |        | 14  | 3    | 2      | 11 | 2   |
| 27. | у закордонних справах                                                                                |        | 5   | 2    | -      | 5  | 1   |
| 28. | з питань податкової та митної політики                                                               |        | 4   | 2    | 1      | 8  | 1   |

## Депутати
Список депутатів
| ПІБ                                    | Фото | Партія                                    | № у списку | Початок повноважень | Кінець повноважень |
| -------------------------------------- | ---- | ----------------------------------------- | ---------- | ------------------- | ------------------ |
| Янукович Віктор Федорович              |      | Партія регіонів                           | 1          | 23.11.2007          | 19.02.2010         |
| Богатирьова Раїса Василівна            |      | Партія регіонів                           | 2          | 23.11.2007          | 23.05.2008         |
| Чорновіл Тарас Вячеславович            |      | Партія регіонів                           | 3          | 23.11.2007          | 12.12.2012         |
| Богословська Інна Германівна           |      | Партія регіонів                           | 4          | 23.11.2007          | 12.12.2012         |
| Шуфрич Нестор Іванович                 |      | Партія регіонів                           | 5          | 23.11.2007          | 11.03.2010         |
| Азаров Микола Янович                   |      | Партія регіонів                           | 6          | 23.11.2007          | 11.03.2010         |
| Ахметов Рінат Леонідович               |      | Партія регіонів                           | 7          | 23.11.2007          | 12.12.2012         |
| Єфремов Олександр Сергійович           |      | Партія регіонів                           | 8          | 23.11.2007          | 12.12.2012         |
| Звягільський Юхим Леонідович           |      | Партія регіонів                           | 9          | 23.11.2007          | 12.12.2012         |
| Колесніков Борис Вікторович            |      | Партія регіонів                           | 10         | 23.11.2007          | 11.03.2010         |
| Богуслаєв Вячеслав Олександрович       |      | Партія регіонів                           | 11         | 23.11.2007          | 12.12.2012         |
| Скудар Георгій Маркович                |      | Партія регіонів                           | 12         | 23.11.2007          | 12.12.2012         |
| Рибак Володимир Васильович             |      | Партія регіонів                           | 13         | 23.11.2007          | 12.12.2012         |
| Клюєв Андрій Петрович                  |      | Партія регіонів                           | 14         | 23.11.2007          | 11.03.2010         |
| Янковський Микола Андрійович           |      | Партія регіонів                           | 15         | 23.11.2007          | 12.12.2012         |
| Литвинов Леонід Федорович              |      | Партія регіонів                           | 16         | 23.11.2007          | 12.12.2012         |
| Васильєв Геннадій Андрійович           |      | Партія регіонів                           | 17         | 23.11.2007          | 12.12.2012         |
| Ландик Валентин Іванович               |      | Партія регіонів                           | 18         | 23.11.2007          | 12.12.2012         |
| Тихонов Віктор Миколайович             |      | Партія регіонів                           | 19         | 23.11.2007          | 11.03.2010         |
| Табачнік Яків Піневич                  |      | Партія регіонів                           | 20         | 23.11.2007          | 12.12.2012         |
| Пригодський Антон Вікентійович         |      | Партія регіонів                           | 21         | 23.11.2007          | 12.12.2012         |
| Джарти Василь Георгійович              |      | Партія регіонів                           | 22         | 23.11.2007          | 16.04.2010         |
| Бахтеєва Тетяна Дмитрівна              |      | Партія регіонів                           | 23         | 23.11.2007          | 12.12.2012         |
| Стоян Олександр Миколайович            |      | Партія регіонів                           | 24         | 23.11.2007          | 12.12.2012         |
| Хара Василь Георгійович                |      | Партія регіонів                           | 25         | 23.11.2007          | 12.12.2012         |
| Турманов Віктор Іванович               |      | Партія регіонів                           | 26         | 23.11.2007          | 12.12.2012         |
| Лукаш Олена Леонідівна                 |      | Партія регіонів                           | 27         | 23.11.2007          | 12.03.2010         |
| Ківалов Сергій Васильович              |      | Партія регіонів                           | 28         | 23.11.2007          | 12.12.2012         |
| Дейч Борис Давидович                   |      | Партія регіонів                           | 29         | 23.11.2007          | 12.12.2012         |
| Костусєв Олексій Олексійович           |      | Партія регіонів                           | 30         | 23.11.2007          | 21.05.2010         |
| Піскун Святослав Михайлович            |      | Партія регіонів                           | 31         | 23.11.2007          | 12.12.2012         |
| Савчук Олександр Володимирович         |      | Партія регіонів                           | 32         | 23.11.2007          | 06.12.2012         |
| Білий Олексій Петрович                 |      | Партія регіонів                           | 33         | 23.11.2007          | 12.12.2012         |
| Табачник Дмитро Володимирович          |      | Партія регіонів                           | 34         | 23.11.2007          | 11.03.2010         |
| Кисельов Василь Олексійович            |      | Партія регіонів                           | 35         | 23.11.2007          | 12.12.2012         |
| Петров Борис Федорович                 |      | Партія регіонів                           | 36         | 23.11.2007          | 16.04.2010         |
| Горбаль Василь Михайлович              |      | Партія регіонів                           | 37         | 23.11.2007          | 12.12.2012         |
| Клімов Леонід Михайлович               |      | Партія регіонів                           | 38         | 23.11.2007          | 12.12.2012         |
| Круглов Микола Петрович                |      | Партія регіонів                           | 39         | 23.11.2007          | 16.04.2010         |
| Сафіуллін Равіль Сафович               |      | Партія регіонів                           | 40         | 23.11.2007          | 11.03.2010         |
| Кузьмук Олександр Іванович             |      | Партія регіонів                           | 41         | 23.11.2007          | 12.12.2012         |
| Волков Олександр Анатолійович          |      | Партія регіонів                           | 42         | 23.11.2007          | 12.12.2012         |
| Прасолов Ігор Миколайович              |      | Партія регіонів                           | 43         | 23.11.2007          | 12.12.2012         |
| Пеклушенко Олександр Миколайович       |      | Партія регіонів                           | 44         | 23.11.2007          | 23.04.2012         |
| Льовочкін Сергій Володимирович         |      | Партія регіонів                           | 46         | 23.11.2007          | 12.03.2010         |
| Макеєнко Володимир Володимирович       |      | Партія регіонів                           | 47         | 23.11.2007          | 12.12.2012         |
| Герман Ганна Миколаївна                |      | Партія регіонів                           | 48         | 23.11.2007          | 12.03.2010         |
| Бойко Юрій Анатолійович                |      | Партія регіонів                           | 49         | 23.11.2007          | 11.03.2010         |
| Павленко Едуард Іванович               |      | Партія регіонів                           | 50         | 23.11.2007          | 12.12.2012         |
| Гуменюк Ігор Миколайович               |      | Партія регіонів                           | 51         | 23.11.2007          | 12.12.2012         |
| Колоцей Юрій Олександрович             |      | Партія регіонів                           | 52         | 23.11.2007          | 12.12.2012         |
| Кінах Анатолій Кирилович               |      | Партія регіонів                           | 53         | 23.11.2007          | 12.12.2012         |
| Лєщинський Олександр Олегович          |      | Партія регіонів                           | 54         | 23.11.2007          | 12.12.2012         |
| Прутнік Едуард Анатолійович            |      | Партія регіонів                           | 55         | 23.11.2007          | 12.12.2012         |
| Джига Микола Васильович                |      | Партія регіонів                           | 56         | 23.11.2007          | 04.02.2011         |
| Момот Сергій Васильович                |      | Партія регіонів                           | 57         | 23.11.2007          | 12.12.2012         |
| Самойленко Юрій Павлович               |      | Партія регіонів                           | 58         | 23.11.2007          | 12.12.2012         |
| Вілкул Олександр Юрійович              |      | Партія регіонів                           | 59         | 23.11.2007          | 16.04.2010         |
| Бевзенко Валерій Федорович             |      | Партія регіонів                           | 60         | 23.11.2007          | 12.12.2012         |
| Корж Павло Петрович                    |      | Партія регіонів                           | 61         | 23.11.2007          | 12.12.2012         |
| Клюєв Сергій Петрович                  |      | Партія регіонів                           | 62         | 23.11.2007          | 12.12.2012         |
| Акімова Ірина Михайлівна               |      | Партія регіонів                           | 63         | 23.11.2007          | 12.03.2010         |
| Малишев Володимир Степанович           |      | Партія регіонів                           | 64         | 23.11.2007          | 12.12.2012         |
| Ларін Сергій Миколайович               |      | Партія регіонів                           | 65         | 23.11.2007          | 21.05.2010         |
| Мальцев Володимир Олександрович        |      | Партія регіонів                           | 66         | 23.11.2007          | 12.12.2012         |
| Лавринович Олександр Володимирович     |      | Партія регіонів                           | 67         | 23.11.2007          | 11.03.2010         |
| Сухий Ярослав Михайлович               |      | Партія регіонів                           | 68         | 23.11.2007          | 12.12.2012         |
| Кий Сергій Вікторович                  |      | Партія регіонів                           | 69         | 23.11.2007          | 12.12.2012         |
| Коржев Анатолій Леонідович             |      | Партія регіонів                           | 70         | 23.11.2007          | 12.12.2012         |
| Аркаллаєв Нуруліслам Гаджиєвич         |      | Партія регіонів                           | 71         | 23.11.2007          | 12.12.2012         |
| Ярощук Володимир Іванович              |      | Партія регіонів                           | 72         | 23.11.2007          | 12.12.2012         |
| Васильєв Олександр Андрійович          |      | Партія регіонів                           | 73         | 23.11.2007          | 12.12.2012         |
| Воропаєв Юрій Миколайович              |      | Партія регіонів                           | 74         | 23.11.2007          | 12.12.2012         |
| Папієв Михайло Миколайович             |      | Партія регіонів                           | 75         | 23.11.2007          | 16.04.2010         |
| Вечерко Володимир Миколайович          |      | Партія регіонів                           | 76         | 23.11.2007          | 12.12.2012         |
| Гєллєр Євгеній Борисович               |      | Партія регіонів                           | 77         | 23.11.2007          | 12.12.2012         |
| Сівкович Володимир Леонідович          |      | Партія регіонів                           | 78         | 23.11.2007          | 11.03.2010         |
| Сандлер Дмитро Михайлович              |      | Партія регіонів                           | 79         | 23.11.2007          | 12.12.2012         |
| Мельник Станіслав Анатолійович         |      | Партія регіонів                           | 80         | 23.11.2007          | 12.12.2012         |
| Тулуб Сергій Борисович                 |      | Партія регіонів                           | 81         | 23.11.2007          | 16.04.2010         |
| Демянко Микола Іванович                |      | Партія регіонів                           | 82         | 23.11.2007          | 12.12.2012         |
| Толстоухов Анатолій Володимирович      |      | Партія регіонів                           | 83         | 23.11.2007          | 11.03.2010         |
| Коновалюк Валерій Ілліч                |      | Партія регіонів                           | 84         | 23.11.2007          | 12.12.2012         |
| Чертков Юрій Дмитрович                 |      | Партія регіонів                           | 85         | 23.11.2007          | 12.12.2012         |
| Саламатін Дмитро Альбертович           |      | Партія регіонів                           | 86         | 23.11.2007          | 04.02.2011         |
| Дарда Олександр Панасович              |      | Партія регіонів                           | 87         | 23.11.2007          | 12.12.2012         |
| Климець Павло Анатолійович             |      | Партія регіонів                           | 88         | 23.11.2007          | 12.12.2012         |
| Слаута Віктор Андрійович               |      | Партія регіонів                           | 89         | 23.11.2007          | 11.03.2010         |
| Янукович Віктор Вікторович             |      | Партія регіонів                           | 90         | 23.11.2007          | 12.12.2012         |
| Хомутиннік Віталій Юрійович            |      | Партія регіонів                           | 91         | 23.11.2007          | 12.12.2012         |
| Лелюк Олексій Володимирович            |      | Партія регіонів                           | 92         | 23.11.2007          | 23.02.2012         |
| Головатий Сергій Петрович              |      | Партія регіонів                           | 93         | 23.11.2007          | 12.12.2012         |
| Козак Володимир Васильович             |      | Партія регіонів                           | 94         | 23.11.2007          | 19.05.2011         |
| Мхітарян Нвєр Мнацаканович             |      | Партія регіонів                           | 95         | 23.11.2007          | 12.12.2012         |
| Деркач Андрій Леонідович               |      | Партія регіонів                           | 96         | 23.11.2007          | 12.12.2012         |
| Попов Олександр Павлович               |      | Партія регіонів                           | 97         | 23.11.2007          | 11.03.2010         |
| Зубик Володимир Володимирович          |      | Партія регіонів                           | 98         | 23.11.2007          | 12.12.2012         |
| Грицак Василь Миколайович              |      | Партія регіонів                           | 99         | 23.11.2007          | 12.12.2012         |
| Хмельницький Василь Іванович           |      | Партія регіонів                           | 100        | 23.11.2007          | 12.12.2012         |
| Букаєв Валерій Олександрович           |      | Партія регіонів                           | 101        | 23.11.2007          | 25.01.2009         |
| Мирний Іван Миколайович                |      | Партія регіонів                           | 102        | 23.11.2007          | 12.12.2012         |
| Яцуба Володимир Григорович             |      | Партія регіонів                           | 103        | 23.11.2007          | 11.03.2010         |
| Гуреєв Василь Миколайович              |      | Партія регіонів                           | 104        | 23.11.2007          | 12.12.2012         |
| Льовочкіна Юлія Володимирівна          |      | Партія регіонів                           | 105        | 23.11.2007          | 12.12.2012         |
| Рева Дмитро Олексійович                |      | Партія регіонів                           | 106        | 23.11.2007          | 12.12.2012         |
| Харлім Валерій Михайлович              |      | Партія регіонів                           | 107        | 23.11.2007          | 12.12.2012         |
| Лісін Микола Павлович                  |      | Партія регіонів                           | 108        | 23.11.2007          | 21.04.2011         |
| Плохой Ігор Іванович                   |      | Партія регіонів                           | 109        | 23.11.2007          | 12.12.2012         |
| Злочевський Микола Владиславович       |      | Партія регіонів                           | 110        | 23.11.2007          | 04.02.2011         |
| Іванющенко Юрій Володимирович          |      | Партія регіонів                           | 111        | 23.11.2007          | 12.12.2012         |
| Солошенко Микола Павлович              |      | Партія регіонів                           | 112        | 23.11.2007          | 12.12.2012         |
| Присяжнюк Микола Володимирович         |      | Партія регіонів                           | 113        | 23.11.2007          | 11.03.2010         |
| Царьов Олег Анатолійович               |      | Партія регіонів                           | 114        | 23.11.2007          | 12.12.2012         |
| Смітюх Григорій Євдокимович            |      | Партія регіонів                           | 115        | 23.11.2007          | 12.12.2012         |
| Потапов Василь Іванович                |      | Партія регіонів                           | 116        | 23.11.2007          | 12.12.2012         |
| Орлов Андрій Вікторович                |      | Партія регіонів                           | 117        | 29.11.2007          | 12.12.2012         |
| Скубашевський Станіслав Валеріанович   |      | Партія регіонів                           | 118        | 23.11.2007          | 12.03.2010         |
| Демішкан Володимир Федорович           |      | Партія регіонів                           | 119        | 23.11.2007          | 04.02.2011         |
| Єдін Олександр Йосипович               |      | Партія регіонів                           | 120        | 23.11.2007          | 12.12.2012         |
| Лебедєв Павло Валентинович             |      | Партія регіонів                           | 121        | 23.11.2007          | 12.12.2012         |
| Святаш Дмитро Володимирович            |      | Партія регіонів                           | 122        | 23.11.2007          | 12.12.2012         |
| Мошак Сергій Миколайович               |      | Партія регіонів                           | 123        | 23.11.2007          | 12.12.2012         |
| Кравець Андрій Віталійович             |      | Партія регіонів                           | 124        | 23.11.2007          | 12.03.2010         |
| Притика Дмитро Микитович               |      | Партія регіонів                           | 125        | 23.11.2007          | 12.12.2012         |
| Ландік Володимир Іванович              |      | Партія регіонів                           | 126        | 23.11.2007          | 12.12.2012         |
| Селіваров Андрій Борисович             |      | Партія регіонів                           | 127        | 23.11.2007          | 12.12.2012         |
| Горошкевич Олександр Сергійович        |      | Партія регіонів                           | 128        | 23.11.2007          | 12.12.2012         |
| Сулковський Павло Гнатович             |      | Партія регіонів                           | 129        | 23.11.2007          | 12.12.2012         |
| Бондик Валерій Анатолійович            |      | Партія регіонів                           | 130        | 23.11.2007          | 12.12.2012         |
| Матвійчук Едуард Леонідович            |      | Партія регіонів                           | 131        | 23.11.2007          | 16.04.2010         |
| Тедеєв Ельбрус Сосланович              |      | Партія регіонів                           | 132        | 23.11.2007          | 12.12.2012         |
| Ковальова Юлія Вікторівна              |      | Партія регіонів                           | 133        | 23.11.2007          | 12.12.2012         |
| Бурлаков Павло Миколайович             |      | Партія регіонів                           | 134        | 23.11.2007          | 16.04.2010         |
| Чечетов Михайло Васильович             |      | Партія регіонів                           | 135        | 23.11.2007          | 12.12.2012         |
| Плотніков Олексій Віталійович          |      | Партія регіонів                           | 136        | 23.11.2007          | 12.12.2012         |
| Комар Микола Степанович                |      | Партія регіонів                           | 137        | 23.11.2007          | 12.12.2012         |
| Засуха Тетяна Володимирівна            |      | Партія регіонів                           | 138        | 23.11.2007          | 12.12.2012         |
| Вернидубов Іван Васильович             |      | Партія регіонів                           | 139        | 23.11.2007          | 12.12.2012         |
| Журавко Олексій Валерійович            |      | Партія регіонів                           | 140        | 23.11.2007          | 12.12.2012         |
| Шенцев Дмитро Олексійович              |      | Партія регіонів                           | 141        | 23.11.2007          | 12.12.2012         |
| Шпенов Дмитро Юрійович                 |      | Партія регіонів                           | 142        | 23.11.2007          | 12.12.2012         |
| Мірошниченко Юрій Романович            |      | Партія регіонів                           | 143        | 23.11.2007          | 12.12.2012         |
| Мироненко Михайло Іванович             |      | Партія регіонів                           | 144        | 23.11.2007          | 12.12.2012         |
| Супруненко Олександр Іванович          |      | Партія регіонів                           | 145        | 23.11.2007          | 12.12.2012         |
| Бондаренко Олена Анатоліївна           |      | Партія регіонів                           | 146        | 23.11.2007          | 12.12.2012         |
| Колєсніков Дмитро Валерійович          |      | Партія регіонів                           | 147        | 23.11.2007          | 11.03.2010         |
| Ілляшов Григорій Олексійович           |      | Партія регіонів                           | 148        | 23.11.2007          | 04.02.2011         |
| Пшонка Артем Вікторович                |      | Партія регіонів                           | 149        | 23.11.2007          | 12.12.2012         |
| Бондаренко Віктор Вікторович           |      | Партія регіонів                           | 150        | 23.11.2007          | 12.12.2012         |
| Бережна Ірина Григоріївна              |      | Партія регіонів                           | 151        | 23.11.2007          | 12.12.2012         |
| Глазунов Сергій Миколайович            |      | Партія регіонів                           | 152        | 23.11.2007          | 12.12.2012         |
| Мороко Юрій Миколайович                |      | Партія регіонів                           | 153        | 23.11.2007          | 12.12.2012         |
| Писарчук Петро Іванович                |      | Партія регіонів                           | 154        | 23.11.2007          | 12.12.2012         |
| Лук'янов Владислав Валентинович        |      | Партія регіонів                           | 155        | 23.11.2007          | 12.12.2012         |
| Лисов Ігор Володимирович               |      | Партія регіонів                           | 156        | 23.11.2007          | 12.12.2012         |
| Шкіря Ігор Миколайович                 |      | Партія регіонів                           | 157        | 23.11.2007          | 12.12.2012         |
| Наконечний Володимир Леонтієвич        |      | Партія регіонів                           | 158        | 23.11.2007          | 12.12.2012         |
| Тітенко Сергій Михайлович              |      | Партія регіонів                           | 159        | 23.11.2007          | 16.04.2010         |
| Синиця Артем Миколайович               |      | Партія регіонів                           | 160        | 23.11.2007          | 12.12.2012         |
| Фесенко Леонід Іванович                |      | Партія регіонів                           | 161        | 23.11.2007          | 04.02.2011         |
| Горіна Ірина Анатоліївна               |      | Партія регіонів                           | 162        | 23.11.2007          | 12.12.2012         |
| Кожара Леонід Олександрович            |      | Партія регіонів                           | 163        | 23.11.2007          | 12.12.2012         |
| Щербань Артем Володимирович            |      | Партія регіонів                           | 164        | 23.11.2007          | 12.12.2012         |
| Глущенко Ігор Миколайович              |      | Партія регіонів                           | 165        | 23.11.2007          | 12.12.2012         |
| Черноморов Олександр Миколайович       |      | Партія регіонів                           | 166        | 23.11.2007          | 12.12.2012         |
| Каракай Юрій Васильович                |      | Партія регіонів                           | 167        | 23.11.2007          | 12.12.2012         |
| Борт Віталій Петрович                  |      | Партія регіонів                           | 168        | 23.11.2007          | 12.12.2012         |
| Маньковський Григорій Володимирович    |      | Партія регіонів                           | 169        | 23.11.2007          | 12.12.2012         |
| Демидко Володимир Миколайович          |      | Партія регіонів                           | 170        | 23.11.2007          | 12.12.2012         |
| Калюжний Віталій Анатолійович          |      | Партія регіонів                           | 171        | 23.11.2007          | 12.12.2012         |
| Корж Віктор Петрович                   |      | Партія регіонів                           | 172        | 23.11.2007          | 12.12.2012         |
| Попеску Іван Васильович                |      | Партія регіонів                           | 173        | 23.11.2007          | 12.12.2012         |
| Зубець Михайло Васильович              |      | Партія регіонів                           | 174        | 23.11.2007          | 12.12.2012         |
| Колесніченко Вадим Васильович          |      | Партія регіонів                           | 175        | 23.11.2007          | 12.12.2012         |
| Рижук Сергій Миколайович               |      | Партія регіонів                           | 176        | 23.11.2007          | 16.04.2010         |
| Федун Олексій Леонідович               |      | Партія регіонів                           | 177        | 29.05.2008          | 12.12.2012         |
| Самофалов Геннадій Григорович          |      | Партія регіонів                           | 178        | 05.02.2009          | 12.12.2012         |
| Єгоренко Тамара Василівна              |      | Партія регіонів                           | 179        | 26.02.2010          | 12.12.2012         |
| Мельник Петро Володимирович            |      | Партія регіонів                           | 180        | 22.03.2010          | 12.12.2012         |
| Болдирєв Юрій Олександрович            |      | Партія регіонів                           | 181        | 22.03.2010          | 12.12.2012         |
| Луцький Максим Георгійович             |      | Партія регіонів                           | 182        | 22.03.2010          | 12.12.2012         |
| Надоша Олег Володимирович              |      | Партія регіонів                           | 183        | 22.03.2010          | 12.12.2012         |
| Келестин Валерій Васильович            |      | Партія регіонів                           | 184        | 22.03.2010          | 12.12.2012         |
| Олійник Володимир Миколайович          |      | Партія регіонів                           | 185        | 22.03.2010          | 12.12.2012         |
| Толстенко Володимир Леонідович         |      | Партія регіонів                           | 186        | 22.03.2010          | 12.12.2012         |
| Боярчук Олексій Валерійович            |      | Партія регіонів                           | 187        | 22.03.2010          | 04.02.2011         |
| Козуб Олександр Андрійович             |      | Партія регіонів                           | 188        | 22.03.2010          | 12.12.2012         |
| Майборода Сергій Федотович             |      | Партія регіонів                           | 189        | 22.03.2010          | 12.12.2012         |
| Калетнік Григорій Миколайович          |      | Партія регіонів                           | 190        | 22.03.2010          | 12.12.2012         |
| Стельмашенко Василь Петрович           |      | Партія регіонів                           | 192        | 30.03.2010          | 12.12.2012         |
| Зац Олександр Вікторович               |      | Партія регіонів                           | 193        | 22.03.2010          | 12.12.2012         |
| Личук Володимир Іванович               |      | Партія регіонів                           | 195        | 22.03.2010          | 12.12.2012         |
| Забарський Владислав Валерійович       |      | Партія регіонів                           | 196        | 22.03.2010          | 12.12.2012         |
| Пінчук Андрій Павлович                 |      | Партія регіонів                           | 198        | 22.03.2010          | 12.12.2012         |
| Горбатюк Анатолій Олексійович          |      | Партія регіонів                           | 199        | 22.03.2010          | 12.12.2012         |
| Заблоцький Віталій Петрович            |      | Партія регіонів                           | 200        | 22.03.2010          | 12.12.2012         |
| Чуднов Василь Михайлович               |      | Партія регіонів                           | 201        | 22.03.2010          | 12.12.2012         |
| Чмирь Юрій Павлович                    |      | Партія регіонів                           | 202        | 22.03.2010          | 16.04.2010         |
| Кунченко Олексій Петрович              |      | Партія регіонів                           | 203        | 22.03.2010          | 12.12.2012         |
| Омельянович Денис Сергійович           |      | Партія регіонів                           | 204        | 22.03.2010          | 12.12.2012         |
| Демчишен Василь Васильович             |      | Партія регіонів                           | 205        | 26.04.2010          | 12.12.2012         |
| Муц Орест Павлович                     |      | Партія регіонів                           | 206        | 26.04.2010          | 12.12.2012         |
| Романюк Микола Прокопович              |      | Партія регіонів                           | 207        | 26.04.2010          | 12.12.2012         |
| Цюрко Петро Іванович                   |      | Партія регіонів                           | 208        | 26.04.2010          | 12.12.2012         |
| Гусаров Сергій Миколайович             |      | Партія регіонів                           | 209        | 26.04.2010          | 12.12.2012         |
| Васютін Сергій Іванович                |      | Партія регіонів                           | 210        | 26.04.2010          | 12.12.2012         |
| Єгоров Олександр Миколайович           |      | Партія регіонів                           | 211        | 26.04.2010          | 12.12.2012         |
| Столар Вадим Михайлович                |      | Партія регіонів                           | 212        | 26.04.2010          | 12.12.2012         |
| Ковалевська Юлія Сергіївна             |      | Партія регіонів                           | 214        | 26.04.2010          | 12.12.2012         |
| Касянюк Олександр Ростиславович        |      | Партія регіонів                           | 215        | 26.04.2010          | 12.12.2012         |
| Зубанов Володимир Олександрович        |      | Партія регіонів                           | 216        | 26.04.2010          | 12.12.2012         |
| Киричок Олександр Едуардович           |      | Партія регіонів                           | 217        | 31.05.2010          | 12.12.2012         |
| Ісаєв Леонід Олексійович               |      | Партія регіонів                           | 218        | 31.05.2010          | 12.12.2012         |
| Андрос Сергій Олександрович            |      | Партія регіонів                           | 219        | 14.02.2011          | 12.12.2012         |
| Степаненко Анатолій Анатолійович       |      | Партія регіонів                           | 220        | 14.02.2011          | 12.12.2012         |
| Літвінов Володимир Григорович          |      | Партія регіонів                           | 221        | 14.02.2011          | 12.12.2012         |
| Євтухов Василь Іванович                |      | Партія регіонів                           | 222        | 14.02.2011          | 12.12.2012         |
| Солтус Павло Станіславович             |      | Партія регіонів                           | 223        | 14.02.2011          | 12.12.2012         |
| Зварич Ігор Теодорович                 |      | Партія регіонів                           | 224        | 14.02.2011          | 12.12.2012         |
| Нетецька Олена Анатоліївна             |      | Партія регіонів                           | 226        | 16.02.2011          | 12.12.2012         |
| Пачесюк Сергій Никонович               |      | Партія регіонів                           | 227        | 30.05.2011          | 12.12.2012         |
| Баранов-Мохорт Сергій Миколайович      |      | Партія регіонів                           | 228        | 30.05.2011          | 12.12.2012         |
| Білаш Борис Федорович                  |      | Партія регіонів                           | 229        | 29.02.2012          | 12.12.2012         |
| Журавський Віталій Станіславович       |      | Партія регіонів                           | 230        | 24.04.2012          | 12.12.2012         |
| Тимошенко Юлія Володимирівна           |      | Блок Юлії Тимошенко                       | 1          | 23.11.2007          | 19.12.2007         |
| Турчинов Олександр Валентинович        |      | Блок Юлії Тимошенко                       | 2          | 23.11.2007          | 19.12.2007         |
| Томенко Микола Володимирович           |      | Блок Юлії Тимошенко                       | 3          | 23.11.2007          | 12.12.2012         |
| Вінський Йосип Вікентійович            |      | Блок Юлії Тимошенко                       | 4          | 23.11.2007          | 19.12.2007         |
| Шевченко Андрій Віталійович            |      | Блок Юлії Тимошенко                       | 5          | 23.11.2007          | 12.12.2012         |
| Пинзеник Віктор Михайлович             |      | Блок Юлії Тимошенко                       | 6          | 23.11.2007          | 19.12.2007         |
| Омельченко Григорій Омелянович         |      | Блок Юлії Тимошенко                       | 7          | 23.11.2007          | 12.12.2012         |
| Курило Віталій Семенович               |      | Блок Юлії Тимошенко                       | 8          | 23.11.2007          | 12.12.2012         |
| Петрук Микола Миколайович              |      | Блок Юлії Тимошенко                       | 9          | 23.11.2007          | 12.12.2012         |
| Корнійчук Євген Володимирович          |      | Блок Юлії Тимошенко                       | 10         | 23.11.2007          | 23.05.2008         |
| Білорус Олег Григорович                |      | Блок Юлії Тимошенко                       | 11         | 23.11.2007          | 12.12.2012         |
| Федорчук Ярослав Петрович              |      | Блок Юлії Тимошенко                       | 12         | 23.11.2007          | 12.12.2012         |
| Суслов Євгеній Іванович                |      | Блок Юлії Тимошенко                       | 13         | 23.11.2007          | 12.12.2012         |
| Шкіль Андрій Васильович                |      | Блок Юлії Тимошенко                       | 14         | 23.11.2007          | 12.12.2012         |
| Волинець Михайло Якович                |      | Блок Юлії Тимошенко                       | 15         | 23.11.2007          | 12.12.2012         |
| Семинога Анатолій Іванович             |      | Блок Юлії Тимошенко                       | 16         | 23.11.2007          | 12.12.2012         |
| Сас Сергій Володимирович               |      | Блок Юлії Тимошенко                       | 17         | 23.11.2007          | 12.12.2012         |
| Таран Віктор Васильович                |      | Блок Юлії Тимошенко                       | 18         | 23.11.2007          | 12.12.2012         |
| Зубов Валентин Сергійович              |      | Блок Юлії Тимошенко                       | 19         | 23.11.2007          | 12.12.2012         |
| Кирильчук Євген Іванович               |      | Блок Юлії Тимошенко                       | 20         | 23.11.2007          | 12.12.2012         |
| Шевчук Сергій Володимирович            |      | Блок Юлії Тимошенко                       | 21         | 23.11.2007          | 12.12.2012         |
| Яворівський Володимир Олександрович    |      | Блок Юлії Тимошенко                       | 22         | 23.11.2007          | 12.12.2012         |
| Кожем'якін Андрій Анатолійович         |      | Блок Юлії Тимошенко                       | 23         | 23.11.2007          | 12.12.2012         |
| Терьохін Сергій Анатолійович           |      | Блок Юлії Тимошенко                       | 24         | 23.11.2007          | 12.12.2012         |
| Соболєв Сергій Владиславович           |      | Блок Юлії Тимошенко                       | 25         | 23.11.2007          | 12.12.2012         |
| Швець Віктор Дмитрович                 |      | Блок Юлії Тимошенко                       | 26         | 23.11.2007          | 12.12.2012         |
| Губський Богдан Володимирович          |      | Блок Юлії Тимошенко                       | 27         | 23.11.2007          | 12.12.2012         |
| Кальченко Валерій Михайлович           |      | Блок Юлії Тимошенко                       | 28         | 23.11.2007          | 12.12.2012         |
| Ляшко Олег Валерійович                 |      | Блок Юлії Тимошенко                       | 29         | 23.11.2007          | 12.12.2012         |
| Мостіпан Уляна Миколаївна              |      | Блок Юлії Тимошенко                       | 30         | 23.11.2007          | 12.12.2012         |
| Одарченко Юрій Віталійович             |      | Блок Юлії Тимошенко                       | 31         | 23.11.2007          | 12.12.2012         |
| Левцун Володимир Іванович              |      | Блок Юлії Тимошенко                       | 32         | 23.11.2007          | 12.12.2012         |
| Воротнюк Ігор Борисович                |      | Блок Юлії Тимошенко                       | 33         | 23.11.2007          | 12.12.2012         |
| Забзалюк Роман Омелянович              |      | Блок Юлії Тимошенко                       | 34         | 23.11.2007          | 12.12.2012         |
| Шлемко Дмитро Васильович               |      | Блок Юлії Тимошенко                       | 35         | 23.11.2007          | 12.12.2012         |
| Курпіль Степан Володимирович           |      | Блок Юлії Тимошенко                       | 36         | 23.11.2007          | 12.12.2012         |
| Деревляний Василь Тимофійович          |      | Блок Юлії Тимошенко                       | 37         | 23.11.2007          | 12.12.2012         |
| Буряк Сергій Васильович                |      | Блок Юлії Тимошенко                       | 38         | 23.11.2007          | 23.05.2008         |
| Сушкевич Валерій Михайлович            |      | Блок Юлії Тимошенко                       | 39         | 23.11.2007          | 12.12.2012         |
| Петренко Вадим Михайлович              |      | Блок Юлії Тимошенко                       | 40         | 23.11.2007          | 12.12.2012         |
| Васадзе Таріел Шакрович                |      | Блок Юлії Тимошенко                       | 41         | 23.11.2007          | 12.12.2012         |
| Гринів Ігор Олексійович                |      | Блок Юлії Тимошенко                       | 42         | 23.11.2007          | 12.12.2012         |
| Фельдман Олександр Борисович           |      | Блок Юлії Тимошенко                       | 43         | 23.11.2007          | 12.12.2012         |
| Веревський Андрій Михайлович           |      | Блок Юлії Тимошенко                       | 44         | 23.11.2007          | 12.12.2012         |
| Баграєв Микола Георгійович             |      | Блок Юлії Тимошенко                       | 45         | 23.11.2007          | 12.12.2012         |
| Немиря Григорій Михайлович             |      | Блок Юлії Тимошенко                       | 46         | 23.11.2007          | 19.12.2007         |
| Сігал Євген Якович                     |      | Блок Юлії Тимошенко                       | 47         | 23.11.2007          | 12.12.2012         |
| Корж Віталій Терентійович              |      | Блок Юлії Тимошенко                       | 48         | 23.11.2007          | 12.12.2012         |
| Абдуллін Олександр Рафкатович          |      | Блок Юлії Тимошенко                       | 49         | 23.11.2007          | 12.12.2012         |
| Полохало Володимир Іванович            |      | Блок Юлії Тимошенко                       | 50         | 23.11.2007          | 06.10.2011         |
| Осика Сергій Григорович                |      | Блок Юлії Тимошенко                       | 51         | 23.11.2007          | 12.12.2012         |
| Гасюк Петро Петрович                   |      | Блок Юлії Тимошенко                       | 52         | 23.11.2007          | 12.12.2012         |
| Ковзель Микола Олегович                |      | Блок Юлії Тимошенко                       | 53         | 23.11.2007          | 12.12.2012         |
| Сідельник Іван Іванович                |      | Блок Юлії Тимошенко                       | 54         | 23.11.2007          | 12.12.2012         |
| Шепелев Олександр Олександрович        |      | Блок Юлії Тимошенко                       | 55         | 23.11.2007          | 12.12.2012         |
| Лук'янчук Руслан Валерійович           |      | Блок Юлії Тимошенко                       | 56         | 23.11.2007          | 12.12.2012         |
| Міщенко Сергій Григорович              |      | Блок Юлії Тимошенко                       | 57         | 23.11.2007          | 12.12.2012         |
| Портнов Андрій Володимирович           |      | Блок Юлії Тимошенко                       | 58         | 23.11.2007          | 16.04.2010         |
| Логвиненко Олексій Степанович          |      | Блок Юлії Тимошенко                       | 59         | 23.11.2007          | 12.12.2012         |
| Філенко Володимир Пилипович            |      | Блок Юлії Тимошенко                       | 60         | 23.11.2007          | 12.12.2012         |
| Скибінецький Олександр Матвійович      |      | Блок Юлії Тимошенко                       | 61         | 23.11.2007          | 12.12.2012         |
| Жеваго Костянтин Валентинович          |      | Блок Юлії Тимошенко                       | 62         | 23.11.2007          | 12.12.2012         |
| Сивульський Микола Іванович            |      | Блок Юлії Тимошенко                       | 63         | 23.11.2007          | 23.05.2008         |
| Сенченко Андрій Віленович              |      | Блок Юлії Тимошенко                       | 64         | 23.11.2007          | 12.12.2012         |
| Куровський Іван Іванович               |      | Блок Юлії Тимошенко                       | 65         | 23.11.2007          | 12.12.2012         |
| Королевська Наталія Юріївна            |      | Блок Юлії Тимошенко                       | 66         | 23.11.2007          | 12.12.2012         |
| Кеменяш Олександр Михайлович           |      | Блок Юлії Тимошенко                       | 67         | 23.11.2007          | 12.12.2012         |
| Кравчук Петро Костянтинович            |      | Блок Юлії Тимошенко                       | 68         | 23.11.2007          | 23.05.2008         |
| Буряк Олександр Васильович             |      | Блок Юлії Тимошенко                       | 69         | 23.11.2007          | 12.12.2012         |
| Кириленко Іван Григорович              |      | Блок Юлії Тимошенко                       | 70         | 23.11.2007          | 12.12.2012         |
| Денісова Людмила Леонтіївна            |      | Блок Юлії Тимошенко                       | 71         | 23.11.2007          | 19.12.2007         |
| Костенко Павло Іванович                |      | Блок Юлії Тимошенко                       | 72         | 23.11.2007          | 12.12.2012         |
| Пашинський Сергій Володимирович        |      | Блок Юлії Тимошенко                       | 73         | 23.11.2007          | 12.12.2012         |
| Писаренко Валерій Володимирович        |      | Блок Юлії Тимошенко                       | 74         | 23.11.2007          | 12.12.2012         |
| Шишкіна Еліна Вікторівна               |      | Блок Юлії Тимошенко                       | 75         | 23.11.2007          | 12.12.2012         |
| Макієнко Володимир Петрович            |      | Блок Юлії Тимошенко                       | 76         | 23.11.2007          | 12.12.2012         |
| Крук Юрій Борисович                    |      | Блок Юлії Тимошенко                       | 77         | 23.11.2007          | 12.12.2012         |
| Рибаков Ігор Олександрович             |      | Блок Юлії Тимошенко                       | 78         | 23.11.2007          | 12.12.2012         |
| Яценко Антон Володимирович             |      | Блок Юлії Тимошенко                       | 79         | 23.11.2007          | 12.12.2012         |
| Шаго Євген Петрович                    |      | Блок Юлії Тимошенко                       | 80         | 23.11.2007          | 12.12.2012         |
| Сербін Юрій Сергійович                 |      | Блок Юлії Тимошенко                       | 81         | 23.11.2007          | 12.12.2012         |
| Шишкіна Зоя Леонідівна                 |      | Блок Юлії Тимошенко                       | 82         | 23.11.2007          | 12.12.2012         |
| Чудновський Віталій Олегович           |      | Блок Юлії Тимошенко                       | 83         | 23.11.2007          | 12.12.2012         |
| Триндюк Юрій Григорович                |      | Блок Юлії Тимошенко                       | 84         | 23.11.2007          | 12.12.2012         |
| Боднар Ольга Борисівна                 |      | Блок Юлії Тимошенко                       | 85         | 23.11.2007          | 12.12.2012         |
| Олійник Святослав Васильович           |      | Блок Юлії Тимошенко                       | 86         | 23.11.2007          | 12.12.2012         |
| Чепинога Віталій Михайлович            |      | Блок Юлії Тимошенко                       | 87         | 23.11.2007          | 12.12.2012         |
| Лабунська Анжеліка Вікторівна          |      | Блок Юлії Тимошенко                       | 88         | 23.11.2007          | 12.12.2012         |
| Бондаренко Олена Федорівна             |      | Блок Юлії Тимошенко                       | 89         | 23.11.2007          | 12.12.2012         |
| Єресько Ігор Геннадійович              |      | Блок Юлії Тимошенко                       | 90         | 23.11.2007          | 12.12.2012         |
| Полунєєв Юрій Володимирович            |      | Блок Юлії Тимошенко                       | 91         | 23.11.2007          | 12.12.2012         |
| Шаманов Валерій Вікторович             |      | Блок Юлії Тимошенко                       | 92         | 23.11.2007          | 12.12.2012         |
| Зозуля Руслан Петрович                 |      | Блок Юлії Тимошенко                       | 93         | 23.11.2007          | 12.12.2012         |
| Шустік Олена Юріївна                   |      | Блок Юлії Тимошенко                       | 94         | 23.11.2007          | 12.12.2012         |
| Шевчук Олег Борисович                  |      | Блок Юлії Тимошенко                       | 95         | 23.11.2007          | 12.12.2012         |
| Лозінський Віктор Олександрович        |      | Блок Юлії Тимошенко                       | 96         | 23.11.2007          | 03.07.2009         |
| Кузьменко Петро Павлович               |      | Блок Юлії Тимошенко                       | 97         | 23.11.2007          | 12.12.2012         |
| Буджерак Олександр Олександрович       |      | Блок Юлії Тимошенко                       | 98         | 23.11.2007          | 12.12.2012         |
| Камчатний Валерій Григорович           |      | Блок Юлії Тимошенко                       | 99         | 23.11.2007          | 12.12.2012         |
| Бондаренко Володимир Дмитрович         |      | Блок Юлії Тимошенко                       | 100        | 23.11.2007          | 12.12.2012         |
| Лукашук Олег Григорович                |      | Блок Юлії Тимошенко                       | 101        | 23.11.2007          | 12.12.2012         |
| Пєрєдєрій В'ячеслав Григорович         |      | Блок Юлії Тимошенко                       | 102        | 23.11.2007          | 12.12.2012         |
| Ветвицький Дмитро Олександрович        |      | Блок Юлії Тимошенко                       | 103        | 23.11.2007          | 12.12.2012         |
| Радковський Олег Володимирович         |      | Блок Юлії Тимошенко                       | 104        | 23.11.2007          | 12.12.2012         |
| Данілов Віталій Богданович             |      | Блок Юлії Тимошенко                       | 105        | 23.11.2007          | 12.12.2012         |
| Арутюнов Гарегін Рафаелович            |      | Блок Юлії Тимошенко                       | 106        | 23.11.2007          | 12.12.2012         |
| Радовець Арнольд Анатолійович          |      | Блок Юлії Тимошенко                       | 107        | 23.11.2007          | 12.12.2012         |
| Глусь Степан Карлович                  |      | Блок Юлії Тимошенко                       | 108        | 23.11.2007          | 12.12.2012         |
| Бабаєв Олег Мейданович                 |      | Блок Юлії Тимошенко                       | 109        | 23.11.2007          | 04.02.2011         |
| Гнаткевич Юрій Васильович              |      | Блок Юлії Тимошенко                       | 110        | 23.11.2007          | 12.12.2012         |
| Задирко Геннадій Олександрович         |      | Блок Юлії Тимошенко                       | 111        | 23.11.2007          | 12.12.2012         |
| Бірюк Лев Васильович                   |      | Блок Юлії Тимошенко                       | 112        | 23.11.2007          | 12.12.2012         |
| Бондарєв Костянтин Анатолійович        |      | Блок Юлії Тимошенко                       | 114        | 23.11.2007          | 12.12.2012         |
| Денькович Іван Васильович              |      | Блок Юлії Тимошенко                       | 115        | 23.11.2007          | 12.12.2012         |
| Пудов Борис Миколайович                |      | Блок Юлії Тимошенко                       | 116        | 23.11.2007          | 12.12.2012         |
| Поживанов Михайло Олександрович        |      | Блок Юлії Тимошенко                       | 117        | 23.11.2007          | 23.05.2008         |
| Крупко Петро Миколайович               |      | Блок Юлії Тимошенко                       | 118        | 23.11.2007          | 19.12.2007         |
| Маліч Олег Володимирович               |      | Блок Юлії Тимошенко                       | 120        | 23.11.2007          | 12.12.2012         |
| Скубенко Володимир Петрович            |      | Блок Юлії Тимошенко                       | 121        | 23.11.2007          | 12.12.2012         |
| Дончак Володимир Андрійович            |      | Блок Юлії Тимошенко                       | 122        | 23.11.2007          | 12.12.2012         |
| Зімін Євген Ігорович                   |      | Блок Юлії Тимошенко                       | 123        | 23.11.2007          | 12.12.2012         |
| Константинов Євген Семенович           |      | Блок Юлії Тимошенко                       | 124        | 23.11.2007          | 12.12.2012         |
| Черкаський Ігор Борисович              |      | Блок Юлії Тимошенко                       | 125        | 23.11.2007          | 23.05.2008         |
| Косів Михайло Васильович               |      | Блок Юлії Тимошенко                       | 126        | 23.11.2007          | 12.12.2012         |
| Рябека Олександр Григорович            |      | Блок Юлії Тимошенко                       | 127        | 23.11.2007          | 12.12.2012         |
| Дубовой Олександр Федорович            |      | Блок Юлії Тимошенко                       | 128        | 23.11.2007          | 12.12.2012         |
| Соколов Михайло Володимирович          |      | Блок Юлії Тимошенко                       | 129        | 23.11.2007          | 12.12.2012         |
| Гейман Олег Айзікович                  |      | Блок Юлії Тимошенко                       | 130        | 23.11.2007          | 12.12.2012         |
| Мовчан Павло Михайлович                |      | Блок Юлії Тимошенко                       | 131        | 23.11.2007          | 12.12.2012         |
| Подгорний Сергій Петрович              |      | Блок Юлії Тимошенко                       | 132        | 23.11.2007          | 12.12.2012         |
| Черпіцький Олег Зенович                |      | Блок Юлії Тимошенко                       | 133        | 23.11.2007          | 12.12.2012         |
| Кондратюк Олена Костянтинівна          |      | Блок Юлії Тимошенко                       | 134        | 23.11.2007          | 12.12.2012         |
| Давимука Степан Антонович              |      | Блок Юлії Тимошенко                       | 135        | 23.11.2007          | 12.12.2012         |
| Трегубов Юрій Валентинович             |      | Блок Юлії Тимошенко                       | 136        | 23.11.2007          | 12.12.2012         |
| Савченко Ігор Васильович               |      | Блок Юлії Тимошенко                       | 137        | 23.11.2007          | 12.12.2012         |
| Крайній Валерій Григорович             |      | Блок Юлії Тимошенко                       | 138        | 23.11.2007          | 12.12.2012         |
| Бородін Всеволод Володимирович         |      | Блок Юлії Тимошенко                       | 139        | 23.11.2007          | 12.12.2012         |
| Семерак Остап Михайлович               |      | Блок Юлії Тимошенко                       | 140        | 23.11.2007          | 12.12.2012         |
| Прокопчук Юрій Володимирович           |      | Блок Юлії Тимошенко                       | 141        | 23.11.2007          | 12.12.2012         |
| Іваненко Володимир Григорович          |      | Блок Юлії Тимошенко                       | 142        | 23.11.2007          | 12.12.2012         |
| Лівінський Михайло Олександрович       |      | Блок Юлії Тимошенко                       | 143        | 23.11.2007          | 23.05.2008         |
| Бабенко Валерій Борисович              |      | Блок Юлії Тимошенко                       | 144        | 23.11.2007          | 12.12.2012         |
| Пономаренко Олександр Володимирович    |      | Блок Юлії Тимошенко                       | 145        | 23.11.2007          | 23.05.2008         |
| Богдан Руслан Дмитрович                |      | Блок Юлії Тимошенко                       | 146        | 23.11.2007          | 12.12.2012         |
| Уколов Віктор Олександрович            |      | Блок Юлії Тимошенко                       | 147        | 23.11.2007          | 12.12.2012         |
| Каплієнко Володимир Володимирович      |      | Блок Юлії Тимошенко                       | 148        | 23.11.2007          | 12.12.2012         |
| Сорочинська-Кириленко Раїса Миколаївна |      | Блок Юлії Тимошенко                       | 149        | 23.11.2007          | 12.12.2012         |
| Філіпчук Георгій Георгійович           |      | Блок Юлії Тимошенко                       | 150        | 23.11.2007          | 19.12.2007         |
| Олійник Віктор Степанович              |      | Блок Юлії Тимошенко                       | 151        | 23.11.2007          | 12.12.2012         |
| Трайдук Микола Федорович               |      | Блок Юлії Тимошенко                       | 152        | 23.11.2007          | 12.12.2012         |
| Гацько Валерій Петрович                |      | Блок Юлії Тимошенко                       | 153        | 23.11.2007          | 12.12.2012         |
| Барвіненко Віталій Дмитрович           |      | Блок Юлії Тимошенко                       | 154        | 23.11.2007          | 12.12.2012         |
| Коротюк Вадим Іванович                 |      | Блок Юлії Тимошенко                       | 155        | 23.11.2007          | 12.12.2012         |
| Добряк Євген Дмитрович                 |      | Блок Юлії Тимошенко                       | 156        | 23.11.2007          | 12.12.2012         |
| Трофименко Вадим Всеволодович          |      | Блок Юлії Тимошенко                       | 157        | 23.11.2007          | 12.12.2012         |
| Веліжанський Сергій Костянтинович      |      | Блок Юлії Тимошенко                       | 158        | 23.11.2007          | 12.12.2012         |
| Кравчук Василь Петрович                |      | Блок Юлії Тимошенко                       | 159        | 25.12.2007          | 12.12.2012         |
| Гудима Олександр Миколайович           |      | Блок Юлії Тимошенко                       | 160        | 25.12.2007          | 12.12.2012         |
| Павловський Андрій Михайлович          |      | Блок Юлії Тимошенко                       | 161        | 25.12.2007          | 12.12.2012         |
| Болюра Антоніна Володимирівна          |      | Блок Юлії Тимошенко                       | 162        | 25.12.2007          | 12.12.2012         |
| Потапчук Микола Леонтійович            |      | Блок Юлії Тимошенко                       | 163        | 25.12.2007          | 12.12.2012         |
| Кошин Сергій Мефодійович               |      | Блок Юлії Тимошенко                       | 164        | 25.12.2007          | 12.12.2012         |
| Шиянов Борис Анатолійович              |      | Блок Юлії Тимошенко                       | 165        | 25.12.2007          | 12.12.2012         |
| Зарудний Олексій Борисович             |      | Блок Юлії Тимошенко                       | 166        | 25.12.2007          | 23.05.2008         |
| Стешенко Олександр Миколайович         |      | Блок Юлії Тимошенко                       | 167        | 29.05.2008          | 12.12.2012         |
| Унгурян Павло Якимович                 |      | Блок Юлії Тимошенко                       | 168        | 03.06.2008          | 12.12.2012         |
| Пилипенко Володимир Пилипович          |      | Блок Юлії Тимошенко                       | 169        | 03.06.2008          | 12.12.2012         |
| Власенко Сергій Володимирович          |      | Блок Юлії Тимошенко                       | 170        | 29.05.2008          | 12.12.2012         |
| Лемза Володимир Дмитрович              |      | Блок Юлії Тимошенко                       | 171        | 29.05.2008          | 12.12.2012         |
| Сочка Олександр Олександрович          |      | Блок Юлії Тимошенко                       | 172        | 29.05.2008          | 12.12.2012         |
| Павленко Віктор Вікторович             |      | Блок Юлії Тимошенко                       | 173        | 29.05.2008          | 12.12.2012         |
| Дубіль Валерій Олександрович           |      | Блок Юлії Тимошенко                       | 174        | 29.05.2008          | 12.12.2012         |
| Ягоферов Анатолій Миколайович          |      | Блок Юлії Тимошенко                       | 175        | 29.05.2008          | 12.12.2012         |
| Тищенко Олег Іванович                  |      | Блок Юлії Тимошенко                       | 176        | 13.07.2009          | 12.12.2012         |
| Фомін Олександр Вікторович             |      | Блок Юлії Тимошенко                       | 177        | 26.04.2010          | 12.12.2012         |
| Березкін Станіслав Семенович           |      | Блок Юлії Тимошенко                       | 178        | 14.02.2011          | 12.12.2012         |
| Ганущак Юрій Іванович                  |      | Блок Юлії Тимошенко                       | 179        | 17.10.2011          | 12.12.2012         |
| Луценко Юрій Віталійович               |      | Блок «Наша Україна — Народна самооборона» | 1          | 23.11.2007          | 19.12.2007         |
| Кириленко В'ячеслав Анатолійович       |      | Блок «Наша Україна — Народна самооборона» | 2          | 23.11.2007          | 12.12.2012         |
| Яценюк Арсеній Петрович                |      | Блок «Наша Україна — Народна самооборона» | 3          | 23.11.2007          | 12.12.2012         |
| Гриценко Анатолій Степанович           |      | Блок «Наша Україна — Народна самооборона» | 4          | 23.11.2007          | 12.12.2012         |
| Катеринчук Микола Дмитрович            |      | Блок «Наша Україна — Народна самооборона» | 5          | 23.11.2007          | 12.12.2012         |
| Герасим'юк Ольга Володимирівна         |      | Блок «Наша Україна — Народна самооборона» | 6          | 23.11.2007          | 12.12.2012         |
| Павленко Юрій Олексійович              |      | Блок «Наша Україна — Народна самооборона» | 7          | 23.11.2007          | 19.12.2007         |
| Ляпіна Ксенія Михайлівна               |      | Блок «Наша Україна — Народна самооборона» | 8          | 23.11.2007          | 12.12.2012         |
| Князевич Руслан Петрович               |      | Блок «Наша Україна — Народна самооборона» | 9          | 23.11.2007          | 12.12.2012         |
| Ар'єв Володимир Ігорович               |      | Блок «Наша Україна — Народна самооборона» | 10         | 23.11.2007          | 12.12.2012         |
| Тарасюк Борис Іванович                 |      | Блок «Наша Україна — Народна самооборона» | 11         | 23.11.2007          | 12.12.2012         |
| Григорович Лілія Степанівна            |      | Блок «Наша Україна — Народна самооборона» | 12         | 23.11.2007          | 12.12.2012         |
| Омельченко Олександр Олександрович     |      | Блок «Наша Україна — Народна самооборона» | 13         | 23.11.2007          | 12.12.2012         |
| Оніщук Микола Васильович               |      | Блок «Наша Україна — Народна самооборона» | 14         | 23.11.2007          | 19.12.2007         |
| Вакарчук Святослав Іванович            |      | Блок «Наша Україна — Народна самооборона» | 15         | 23.11.2007          | 16.12.2008         |
| Костенко Юрій Іванович                 |      | Блок «Наша Україна — Народна самооборона» | 16         | 23.11.2007          | 12.12.2012         |
| Сподаренко Іван Васильович             |      | Блок «Наша Україна — Народна самооборона» | 17         | 23.11.2007          | 17.12.2009         |
| Оробець Леся Юріївна                   |      | Блок «Наша Україна — Народна самооборона» | 18         | 23.11.2007          | 12.12.2012         |
| Геращенко Ірина Володимирівна          |      | Блок «Наша Україна — Народна самооборона» | 19         | 23.11.2007          | 12.12.2012         |
| Ключковський Юрій Богданович           |      | Блок «Наша Україна — Народна самооборона» | 20         | 23.11.2007          | 12.12.2012         |
| Жванія Давид Важаєвич                  |      | Блок «Наша Україна — Народна самооборона» | 21         | 23.11.2007          | 12.12.2012         |
| Матвієнко Анатолій Сергійович          |      | Блок «Наша Україна — Народна самооборона» | 22         | 23.11.2007          | 12.12.2012         |
| Плющ Іван Степанович                   |      | Блок «Наша Україна — Народна самооборона» | 23         | 23.11.2007          | 12.12.2012         |
| Єхануров Юрій Іванович                 |      | Блок «Наша Україна — Народна самооборона» | 24         | 23.11.2007          | 19.12.2007         |
| Стретович Володимир Миколайович        |      | Блок «Наша Україна — Народна самооборона» | 25         | 23.11.2007          | 12.12.2012         |
| Куйбіда Василь Степанович              |      | Блок «Наша Україна — Народна самооборона» | 26         | 23.11.2007          | 19.12.2007         |
| Джемілєв Мустафа                       |      | Блок «Наша Україна — Народна самооборона» | 27         | 23.11.2007          | 12.12.2012         |
| Стецьків Тарас Степанович              |      | Блок «Наша Україна — Народна самооборона» | 29         | 23.11.2007          | 12.12.2012         |
| Заєць Іван Олександрович               |      | Блок «Наша Україна — Народна самооборона» | 30         | 23.11.2007          | 12.12.2012         |
| Каськів Владислав Володимирович        |      | Блок «Наша Україна — Народна самооборона» | 31         | 23.11.2007          | 23.02.2012         |
| Поляченко Володимир Аврумович          |      | Блок «Наша Україна — Народна самооборона» | 32         | 23.11.2007          | 15.05.2012         |
| Шемчук Віктор Вікторович               |      | Блок «Наша Україна — Народна самооборона» | 33         | 23.11.2007          | 12.12.2012         |
| Гуменюк Олег Іванович                  |      | Блок «Наша Україна — Народна самооборона» | 34         | 23.11.2007          | 12.12.2012         |
| Полянчич Михайло Михайлович            |      | Блок «Наша Україна — Народна самооборона» | 35         | 23.11.2007          | 12.12.2012         |
| Зварич Роман Михайлович                |      | Блок «Наша Україна — Народна самооборона» | 36         | 23.11.2007          | 12.12.2012         |
| Доній Олександр Сергійович             |      | Блок «Наша Україна — Народна самооборона» | 37         | 23.11.2007          | 12.12.2012         |
| Коваль Вячеслав Станіславович          |      | Блок «Наша Україна — Народна самооборона» | 38         | 23.11.2007          | 12.12.2012         |
| Ющенко Петро Андрійович                |      | Блок «Наша Україна — Народна самооборона» | 39         | 23.11.2007          | 12.12.2012         |
| Кріль Ігор Іванович                    |      | Блок «Наша Україна — Народна самооборона» | 40         | 23.11.2007          | 12.12.2012         |
| Москаль Геннадій Геннадійович          |      | Блок «Наша Україна — Народна самооборона» | 41         | 23.11.2007          | 12.12.2012         |
| Слободян Олександр В'ячеславович       |      | Блок «Наша Україна — Народна самооборона» | 42         | 23.11.2007          | 12.12.2012         |
| Мойсик Володимир Романович             |      | Блок «Наша Україна — Народна самооборона» | 43         | 23.11.2007          | 12.12.2012         |
| Білозір Оксана Володимирівна           |      | Блок «Наша Україна — Народна самооборона» | 44         | 23.11.2007          | 12.12.2012         |
| Новіков Олег Володимирович             |      | Блок «Наша Україна — Народна самооборона» | 45         | 23.11.2007          | 12.12.2012         |
| Стойко Іван Михайлович                 |      | Блок «Наша Україна — Народна самооборона» | 46         | 23.11.2007          | 12.12.2012         |
| В'язівський Володимир Михайлович       |      | Блок «Наша Україна — Народна самооборона» | 47         | 23.11.2007          | 12.12.2012         |
| Мартиненко Микола Володимирович        |      | Блок «Наша Україна — Народна самооборона» | 48         | 23.11.2007          | 12.12.2012         |
| Лук'янова Катерина Євгеніївна          |      | Блок «Наша Україна — Народна самооборона» | 49         | 23.11.2007          | 12.12.2012         |
| Клименко Олександр Іванович            |      | Блок «Наша Україна — Народна самооборона» | 50         | 23.11.2007          | 12.12.2012         |
| Шкутяк Зіновій Васильович              |      | Блок «Наша Україна — Народна самооборона» | 51         | 23.11.2007          | 12.12.2012         |
| Кучеренко Олексій Юрійович             |      | Блок «Наша Україна — Народна самооборона» | 52         | 23.11.2007          | 19.12.2007         |
| Стець Юрій Ярославович                 |      | Блок «Наша Україна — Народна самооборона» | 53         | 23.11.2007          | 12.12.2012         |
| Ткач Роман Володимирович               |      | Блок «Наша Україна — Народна самооборона» | 54         | 23.11.2007          | 12.12.2012         |
| Довгий Станіслав Олексійович           |      | Блок «Наша Україна — Народна самооборона» | 55         | 23.11.2007          | 12.12.2012         |
| Тополов Віктор Семенович               |      | Блок «Наша Україна — Народна самооборона» | 56         | 23.11.2007          | 12.12.2012         |
| Куликов Кирило Борисович               |      | Блок «Наша Україна — Народна самооборона» | 57         | 23.11.2007          | 12.12.2012         |
| Кармазін Юрій Анатолійович             |      | Блок «Наша Україна — Народна самооборона» | 58         | 23.11.2007          | 12.12.2012         |
| Третьяков Олександр Юрійович           |      | Блок «Наша Україна — Народна самооборона» | 59         | 23.11.2007          | 12.12.2012         |
| Петьовка Василь Васильович             |      | Блок «Наша Україна — Народна самооборона» | 60         | 23.11.2007          | 12.12.2012         |
| Бут Юрій Анатолійович                  |      | Блок «Наша Україна — Народна самооборона» | 61         | 23.11.2007          | 12.12.2012         |
| Давиденко Андрій Анатолійович          |      | Блок «Наша Україна — Народна самооборона» | 62         | 23.11.2007          | 12.12.2012         |
| Аржевітін Станіслав Михайлович         |      | Блок «Наша Україна — Народна самооборона» | 63         | 23.11.2007          | 12.12.2012         |
| Карпук Володимир Георгійович           |      | Блок «Наша Україна — Народна самооборона» | 64         | 23.11.2007          | 12.12.2012         |
| Марущенко Володимир Станіславович      |      | Блок «Наша Україна — Народна самооборона» | 65         | 23.11.2007          | 12.12.2012         |
| Бондар Олександр Миколайович           |      | Блок «Наша Україна — Народна самооборона» | 66         | 23.11.2007          | 12.12.2012         |
| Жебрівський Павло Іванович             |      | Блок «Наша Україна — Народна самооборона» | 67         | 23.11.2007          | 12.12.2012         |
| Палиця Ігор Петрович                   |      | Блок «Наша Україна — Народна самооборона» | 68         | 23.11.2007          | 12.12.2012         |
| Харовський Сергій Юрійович             |      | Блок «Наша Україна — Народна самооборона» | 69         | 23.11.2007          | 12.12.2012         |
| Чорноволенко Олександр Віленович       |      | Блок «Наша Україна — Народна самооборона» | 70         | 23.11.2007          | 12.12.2012         |
| Борисов Валерій Дмитрович              |      | Блок «Наша Україна — Народна самооборона» | 71         | 23.11.2007          | 12.12.2012         |
| Кульчинський Микола Георгійович        |      | Блок «Наша Україна — Народна самооборона» | 72         | 23.11.2007          | 12.12.2012         |
| Гримчак Юрій Миколайович               |      | Блок «Наша Україна — Народна самооборона» | 73         | 23.11.2007          | 12.12.2012         |
| Джоджик Ярослав Іванович               |      | Блок «Наша Україна — Народна самооборона» | 74         | 25.12.2007          | 12.12.2012         |
| Зейналов Едуард Джангірович            |      | Блок «Наша Україна — Народна самооборона» | 76         | 25.12.2007          | 12.12.2012         |
| Василенко Сергій Володимирович         |      | Блок «Наша Україна — Народна самооборона» | 77         | 25.12.2007          | 12.12.2012         |
| Кендзьор Ярослав Михайлович            |      | Блок «Наша Україна — Народна самооборона» | 78         | 25.12.2007          | 12.12.2012         |
| Круць Микола Федорович                 |      | Блок «Наша Україна — Народна самооборона» | 79         | 25.12.2007          | 12.12.2012         |
| Парубій Андрій Володимирович           |      | Блок «Наша Україна — Народна самооборона» | 80         | 25.12.2007          | 12.12.2012         |
| Бобильов Олександр Фадійович           |      | Блок «Наша Україна — Народна самооборона» | 81         | 24.12.2008          | 12.12.2012         |
| Матчук Віктор Йосипович                |      | Блок «Наша Україна — Народна самооборона» | 82         | 15.02.2010          | 03.07.2012         |
| Талишев Євген Іванович                 |      | Блок «Наша Україна — Народна самооборона» | 83         | 06.03.2012          | 12.12.2012         |
| Лановий Володимир Тимофійович          |      | Блок «Наша Україна — Народна самооборона» | 84         | 24.05.2012          | 12.12.2012         |
| Луценко Сергій Віталійович             |      | Блок «Наша Україна — Народна самооборона» | 85         | 12.07.2012          | 12.12.2012         |
| Симоненко Петро Миколайович            |      | Комуністична партія України               | 1          | 23.11.2007          | 12.12.2012         |
| Волинець Євгеній Валерійович           |      | Комуністична партія України               | 2          | 23.11.2007          | 12.12.2012         |
| Перестенко Марина Володимирівна        |      | Комуністична партія України               | 3          | 23.11.2007          | 12.12.2012         |
| Герасимов Іван Олександрович           |      | Комуністична партія України               | 4          | 23.11.2007          | 04.06.2008         |
| Гайдаєв Юрій Олександрович             |      | Комуністична партія України               | 5          | 23.11.2007          | 12.12.2012         |
| Мартинюк Адам Іванович                 |      | Комуністична партія України               | 6          | 23.11.2007          | 12.12.2012         |
| Бевз Валерій Ананійович                |      | Комуністична партія України               | 7          | 23.11.2007          | 12.12.2012         |
| Ткаченко Олександр Миколайович         |      | Комуністична партія України               | 8          | 23.11.2007          | 12.12.2012         |
| Голуб Олександр Володимирович          |      | Комуністична партія України               | 9          | 23.11.2007          | 12.12.2012         |
| Алексєєв Ігор Вікторович               |      | Комуністична партія України               | 10         | 23.11.2007          | 12.12.2012         |
| Храпов Сергій Анатолійович             |      | Комуністична партія України               | 11         | 23.11.2007          | 12.12.2012         |
| Матвєєв Валентин Григорович            |      | Комуністична партія України               | 12         | 23.11.2007          | 12.12.2012         |
| Бабурін Олексій Васильович             |      | Комуністична партія України               | 13         | 23.11.2007          | 12.12.2012         |
| Мармазов Євген Васильович              |      | Комуністична партія України               | 14         | 23.11.2007          | 12.12.2012         |
| Кілінкаров Спірідон Павлович           |      | Комуністична партія України               | 15         | 23.11.2007          | 12.12.2012         |
| Калєтнік Ігор Григорович               |      | Комуністична партія України               | 16         | 23.11.2007          | 04.02.2011         |
| Самойлик Катерина Семенівна            |      | Комуністична партія України               | 17         | 23.11.2007          | 12.12.2012         |
| Цибенко Петро Степанович               |      | Комуністична партія України               | 18         | 23.11.2007          | 12.12.2012         |
| Александровська Алла Олександрівна     |      | Комуністична партія України               | 19         | 23.11.2007          | 12.12.2012         |
| Шмельова Світлана Олександрівна        |      | Комуністична партія України               | 20         | 23.11.2007          | 12.12.2012         |
| Грач Леонід Іванович                   |      | Комуністична партія України               | 21         | 23.11.2007          | 12.12.2012         |
| Кравченко Микола Васильович            |      | Комуністична партія України               | 22         | 23.11.2007          | 12.12.2012         |
| Найдьонов Андрій Михайлович            |      | Комуністична партія України               | 23         | 23.11.2007          | 12.12.2012         |
| Гордієнко Сергій Володимирович         |      | Комуністична партія України               | 24         | 23.11.2007          | 12.12.2012         |
| Тимошенко Микола Михайлович            |      | Комуністична партія України               | 25         | 23.11.2007          | 16.12.2008         |
| Дем'янчук Вікторія Олександрівна       |      | Комуністична партія України               | 26         | 23.11.2007          | 12.12.2012         |
| Матвєєв Володимир Йосипович            |      | Комуністична партія України               | 27         | 23.11.2007          | 12.12.2012         |
| Даниленко Володимир Андрійович         |      | Комуністична партія України               | 28         | 17.06.2008          | 12.12.2012         |
| Царьков Євген Ігорович                 |      | Комуністична партія України               | 29         | 22.12.2008          | 12.12.2012         |
| Лещенко Володимир Олексійович          |      | Комуністична партія України               | 30         | 15.02.2011          | 12.12.2012         |
| Литвин Володимир Михайлович            |      | Блок Литвина                              | 1          | 23.11.2007          | 12.12.2012         |
| Гриневецький Сергій Рафаїлович         |      | Блок Литвина                              | 2          | 23.11.2007          | 12.12.2012         |
| Деркач Микола Іванович                 |      | Блок Литвина                              | 3          | 23.11.2007          | 12.12.2012         |
| Пилипишин Віктор Петрович              |      | Блок Литвина                              | 5          | 23.11.2007          | 23.05.2008         |
| Баранов Валерій Олексійович            |      | Блок Литвина                              | 6          | 23.11.2007          | 12.12.2012         |
| Рудченко Микола Миколайович            |      | Блок Литвина                              | 7          | 23.11.2007          | 12.12.2012         |
| Шпак Василь Федорович                  |      | Блок Литвина                              | 8          | 23.11.2007          | 12.12.2012         |
| Шершун Микола Харитонович              |      | Блок Литвина                              | 9          | 23.11.2007          | 12.12.2012         |
| Сирота Михайло Дмитрович               |      | Блок Литвина                              | 10         | 23.11.2007          | 25.08.2008         |
| Терещук Сергій Миколайович             |      | Блок Литвина                              | 11         | 23.11.2007          | 12.12.2012         |
| Шаров Ігор Федорович                   |      | Блок Литвина                              | 12         | 23.11.2007          | 12.12.2012         |
| Павленко Сергій Григорович             |      | Блок Литвина                              | 13         | 23.11.2007          | 12.12.2012         |
| Зарубінський Олег Олександрович        |      | Блок Литвина                              | 14         | 23.11.2007          | 12.12.2012         |
| Литвин Юрій Олексійович                |      | Блок Литвина                              | 15         | 23.11.2007          | 12.12.2012         |
| Белоусова Ірина Анатоліївна            |      | Блок Литвина                              | 16         | 23.11.2007          | 12.12.2012         |
| Герасимчук Володимир Володимирович     |      | Блок Литвина                              | 17         | 23.11.2007          | 12.12.2012         |
| Шмідт Микола Олегович                  |      | Блок Литвина                              | 18         | 23.11.2007          | 12.12.2012         |
| Головченко Ігор Борисович              |      | Блок Литвина                              | 19         | 23.11.2007          | 23.04.2012         |
| Гривковський Вадим Олександрович       |      | Блок Литвина                              | 20         | 23.11.2007          | 12.12.2012         |
| Ващук Катерина Тимофіївна              |      | Блок Литвина                              | 21         | 23.11.2007          | 12.12.2012         |
| Поліщук Олег Вікторович                |      | Блок Литвина                              | 22         | 03.06.2008          | 21.10.2011         |
| Сінченко Віктор Миколайович            |      | Блок Литвина                              | 23         | 05.09.2008          | 12.12.2012         |
| Черній Василь Васильович               |      | Блок Литвина                              | 24         | 01.11.2011          | 12.12.2012         |
| Ремез Валерій Васильович               |      | Блок Литвина                              | 25         | 24.04.2012          | 12.12.2012         |

## Джерело
- ЦВК України — Позачергові вибори народних депутатів України 30 вересня 2007 року
- Портал ВР України